# Río Bistrița
El río Bistrița es un río del este Rumania, que discurre por la región histórica de Moldavia, un tributario del río Siret, a su vez afluente del río Danubio. Su longitud total es de 325 km y drena una cuenca de 6.400 km². 
El río atraviesa los distritos rumanos de Maramureș, Bistrița-Năsăud, Suceava, Neamț y Bacău. 
Sus principales afluentes son los ríos Dorna, Neagra Șarului, Bicaz, Cârlibaba y Cracău.

## Geografía
El río Bistrița nace en los montes Rodna, a una altitud de 1649 m, muy cerca de la frontera septentrional de Rumania, en el distrito de Bistrița-Năsăud. Discurre en un primer momento hacia el norte, pero enseguida vira y emprende dirección sureste, una orientación que mantendrá a lo largo de todo su curso. En esta parte alta el río forma durante un corto tramo la frontera natural entre los distritos de Maramureș y Bistrița-Năsăud, y después entre Bistrița-Năsăud y Suceava. Luego se adentra en el distrito de Suceava y enseguida llega a su capital, Vatra Dornei (17 864 hab. en 2002). 
Sigue por el distrito de Neamț y llega a Bicaz (8643 ha.) y después a su capital Piatra Neamț (104 914 hab.). Finalmente entra en el distrito de Bacău y tras pasar por Buhuşi (18 980 hab.), baña la propia capital, Bacău. A apenas 5 km aguas abajo se une al río Siret por su margen derecha. 
Otras localidades menores bañadas por el río Bistrița, partiendo de Vatra Dornei, son las siguientes: 
- Ortozia
- Rușca
- Călinești
- Zugreni (camping junto a la orilla)
- Chiri
- Cojoci
- Satu Mare
- Cruceș
- Holda
- Hodița
- Broșteni
- Lungeni
- Munca
- Borca
- Pârâul Pinei
- Farcașa
- Pocești
- Pârâul Fagului
- Teului
- Roșeni
- Lacul Bicaz o Lacul Izvorului

## Referencias

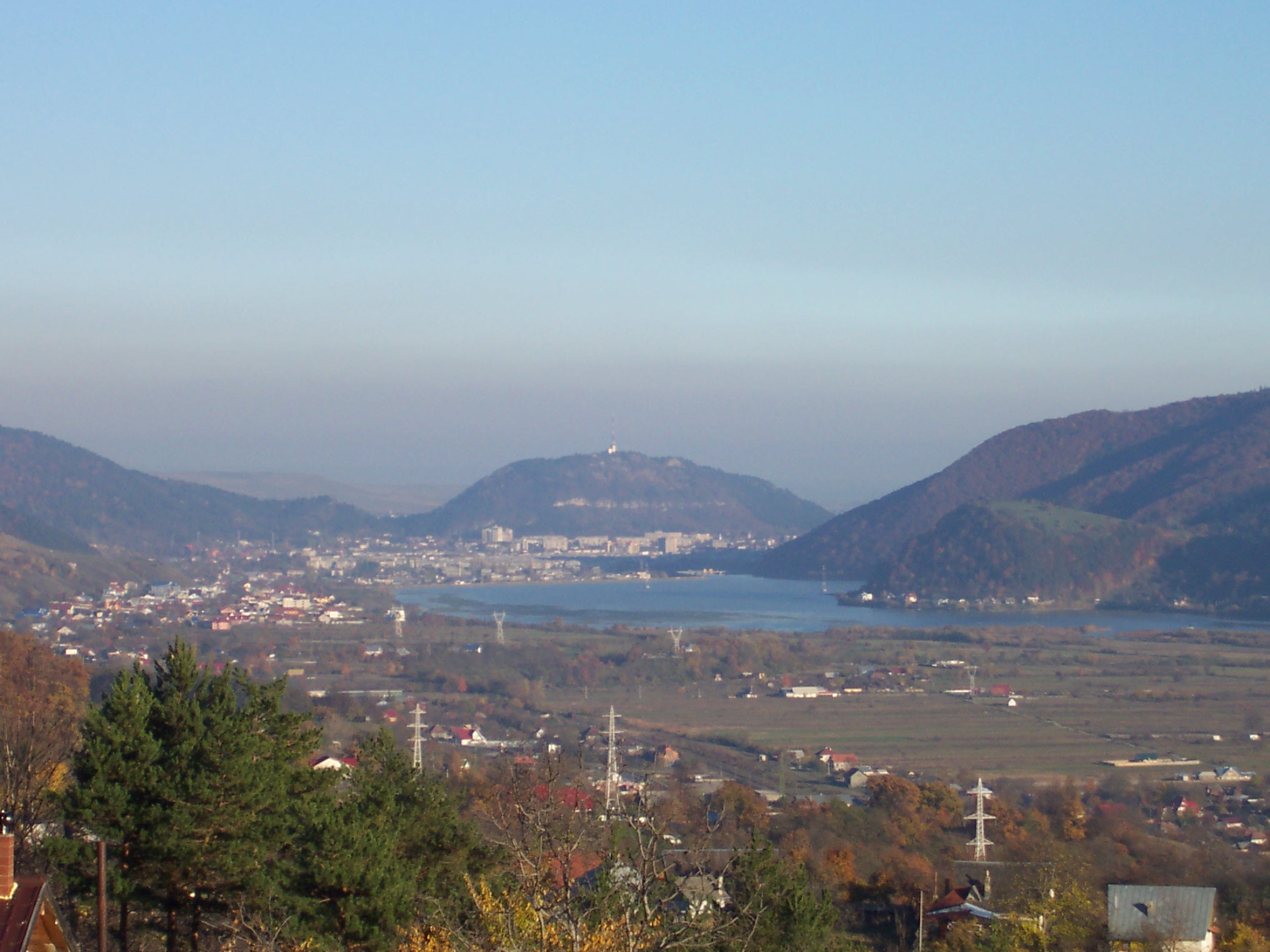
El río cerca de la ciudad de Piatra Neamț.